# Гимро, Игорь Георгиевич
Игорь Георгиевич Гимро (укр. Ігор Георгійович Гімро; род. 4 июня 1957) — советский и украинский футболист, полузащитник, тренер.

## Биография
Воспитанник томского футбола, тренер — Николай Павлович Юров. Начал взрослую карьеру в 1976 году в составе томского «Торпедо» во второй лиге, провёл в команде три сезона и сыграл более 100 матчей. В 1979 году перешёл в кемеровский «Кузбасс», игравший в первой лиге. Затем около 10 лет выступал за другие клубы первой лиги — одесский СКА, «Металлург» (Запорожье), «Колос» (Никополь). В составе «Металлурга» сыграл 193 матча в первой лиге, а во всех турнирах — более 200. В «Колосе» провёл более 100 матчей, в некоторых из них в 1988—1989 годах выходил на поле с капитанской повязкой. Вместе с «Колосом» по итогам сезона 1988 года вылетел из первой лиги.
Всего в первенствах СССР сыграл более 500 матчей, из них в первой лиге — 360 игр. В Кубке СССР сыграл 34 матча и забил 3 гола, лучшим достижением стало участие в матче 1/4 финала сезона 1986/87 против московского «Динамо».
В 1990-е годы играл за клубы низших дивизионов Германии. В 1999 году вернулся в Запорожье и выступал во второй лиге Украины за местные клубы «Виктор» и «СДЮШОР-Металлург». Завершил профессиональную карьеру в 42-летнем возрасте.
Около 10 лет работал тренером в системе запорожского «Металлурга», в том числе с апреля 2007 по конец 2008 года возглавлял «Металлург-2». По состоянию на 2018 год работает администратором возрождённого «Металлурга». Принимал участие в матчах ветеранов.